# Марчелло Гандіні
Марчелло Гандіні (італ. Marcello Gandini) (26 серпня, 1938 року — 13 березня 2024) — італійський автомобільний дизайнер.

## Біографія

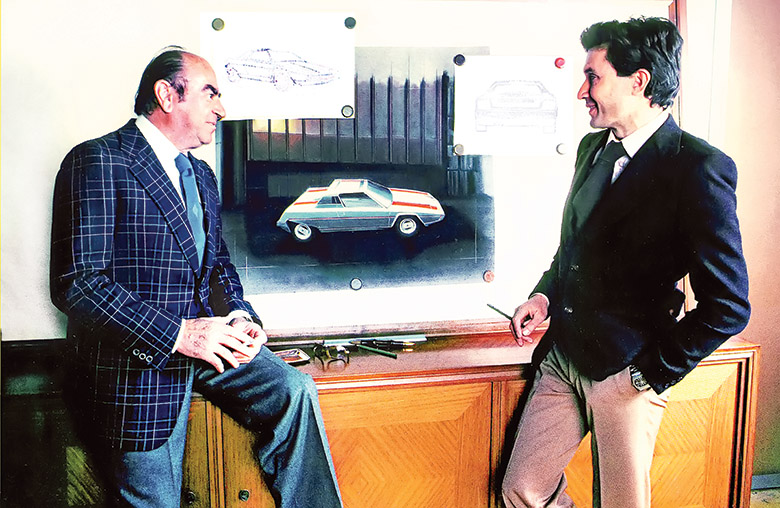
Праворуч Марчелло Гандіні

Народився в Турині, в сім'ї заможного аристократа. Батько володів фармацевтичною компанією, а вільний час присвячував музиці, диригуючи оркестром. Кар'єру музиканта пророкували і Марчелло Гандіні, але одного разу, вертаючись зі школи, він побачив на вулиці американський передньопривідний Cord 810 (один з найнезвичайніших і технічно цікавих автомобілів свого часу), Марчелло вирішив, що буде автомобільним дизайнером. 
Після закінчення школи займався налаштуванням спортивних автомобілів. На початку шістдесятих років познайомився з Нуччо Бертоне, який пізніше запропонував йому працювати конструктором в автомобільному ательє Bertone. 1980 року він покинув Bertone, щоб продовжити кар'єру вільного дизайнера. З 1990 року працює лише в невеликих проектах і дає консультації.

## Створені автомобілі
Гандіні розробив дизайн для багатьох класичних автомобілів, в тому числі (неповний список):
| - Alfa Romeo Montreal - Alfa Romeo 90 - Alfa Romeo Carabo (1968) - Audi 50 - BMW 5 Series - Bugatti EB110 - Citroën BX - Cizeta V16T - De Tomaso Pantera 200 - Ferrari Dino 308GT4 - Fiat 132 - Fiat X1/9 - Iso Lele - Innocenti Mini | - Lamborghini Countach - Lamborghini Diablo - Lamborghini Espada - Lamborghini Jarama - Lamborghini Miura - Lamborghini Urraco - Lancia Stratos - Maserati Khamsin - Maserati Quattroporte IV (1994—2001) - Maserati Shamal - Renault 5 Phase 2 - Renault Magnum - Renault Supercinque - De Tomaso Biguà (Qvale Mangusta) |

## Галерея

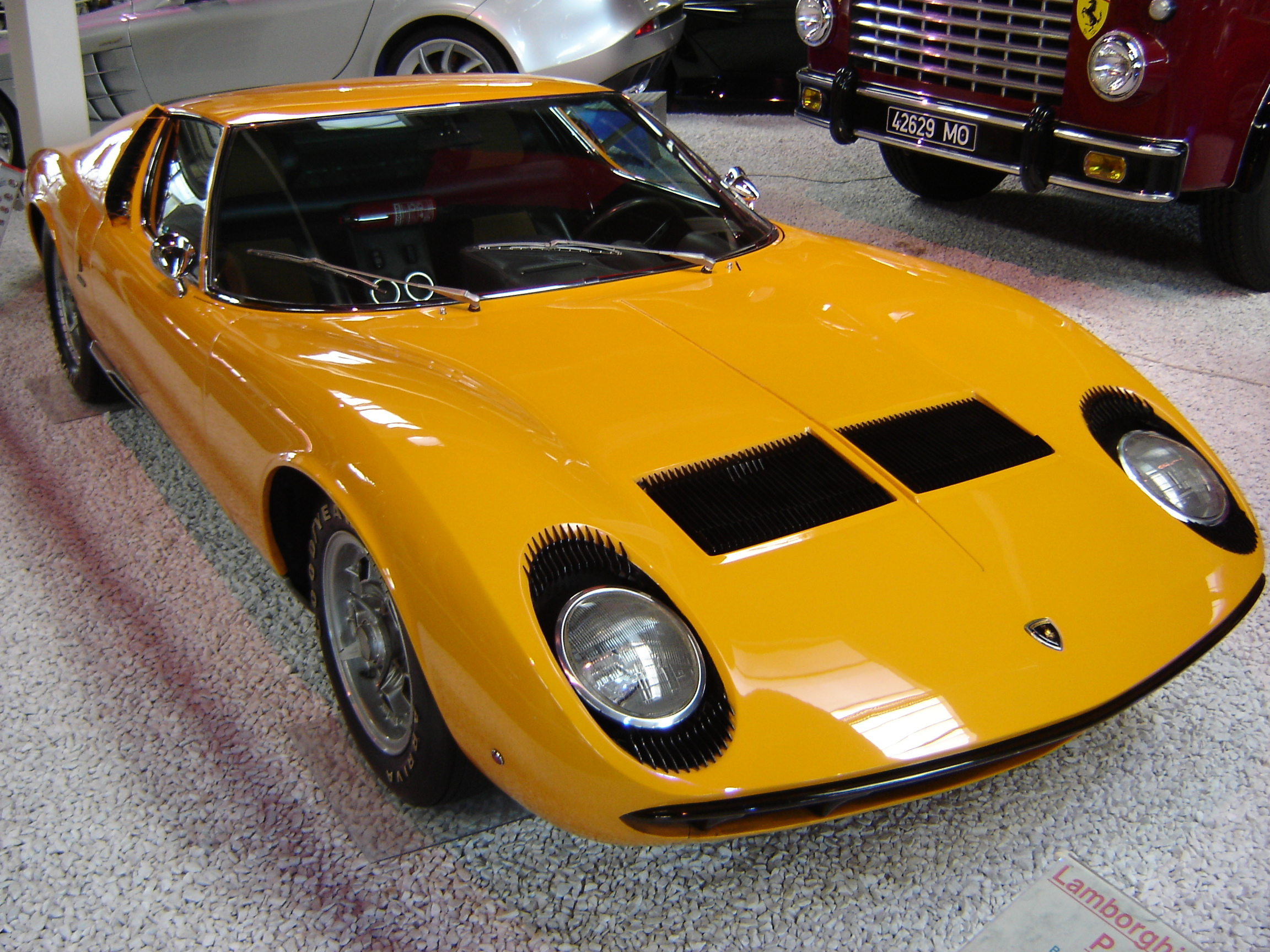
Lamborghini Miura S
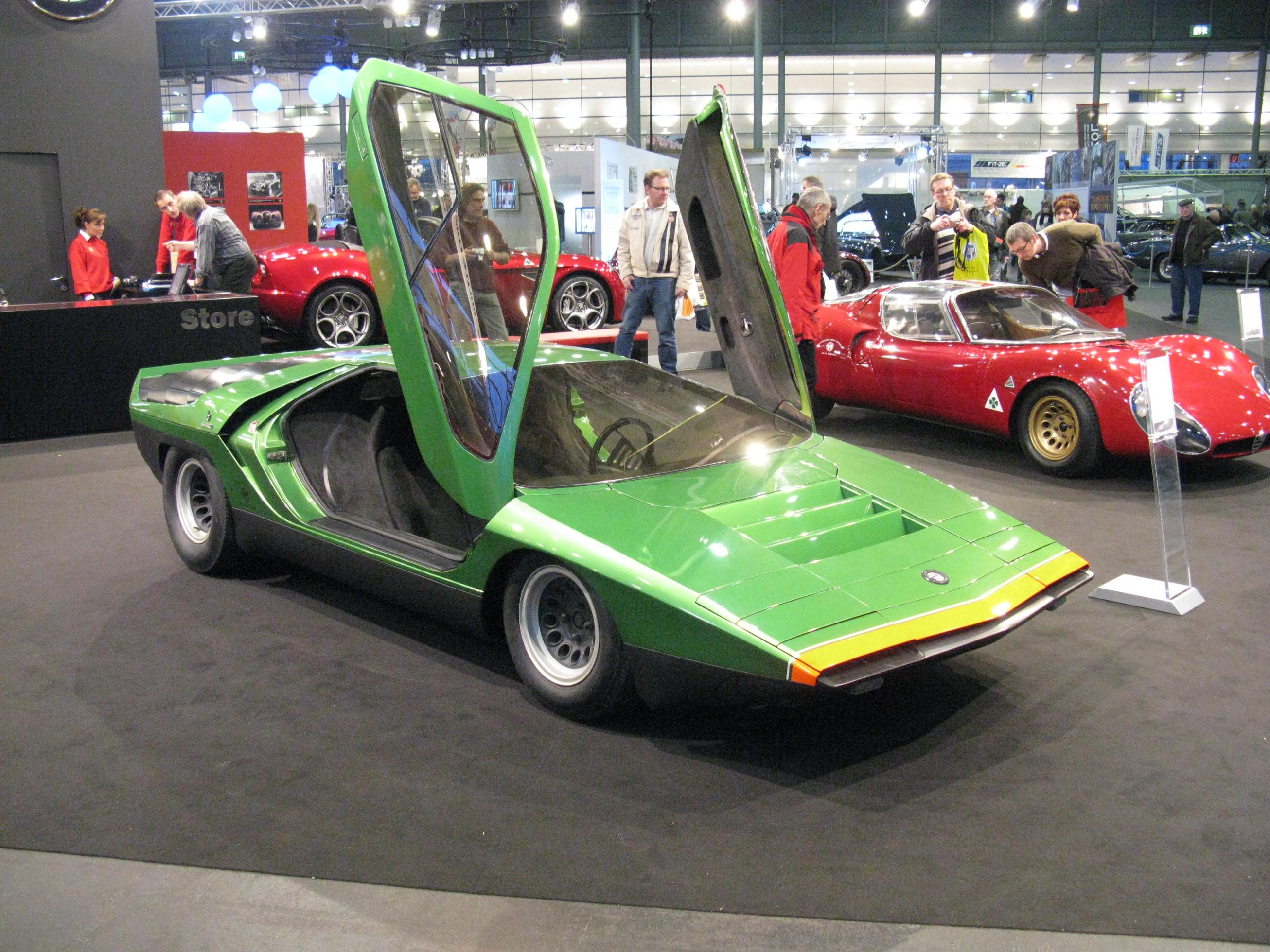
Alfa Romeo Carabo
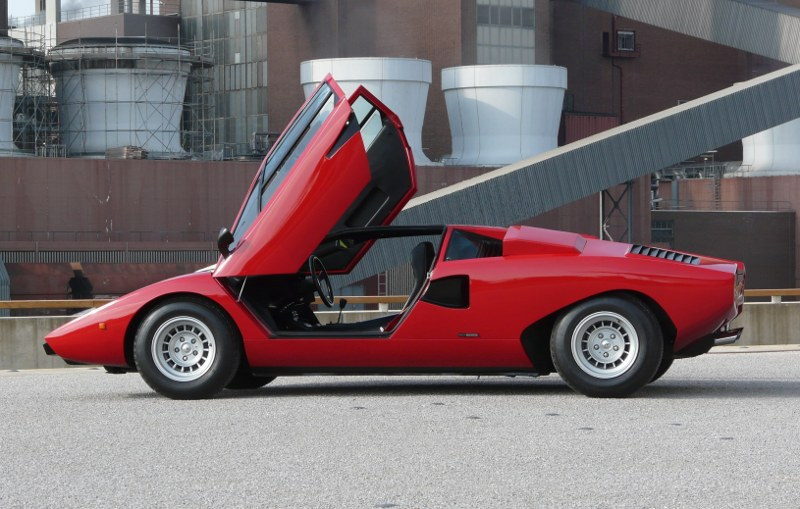
Lamborghini Countach LP400
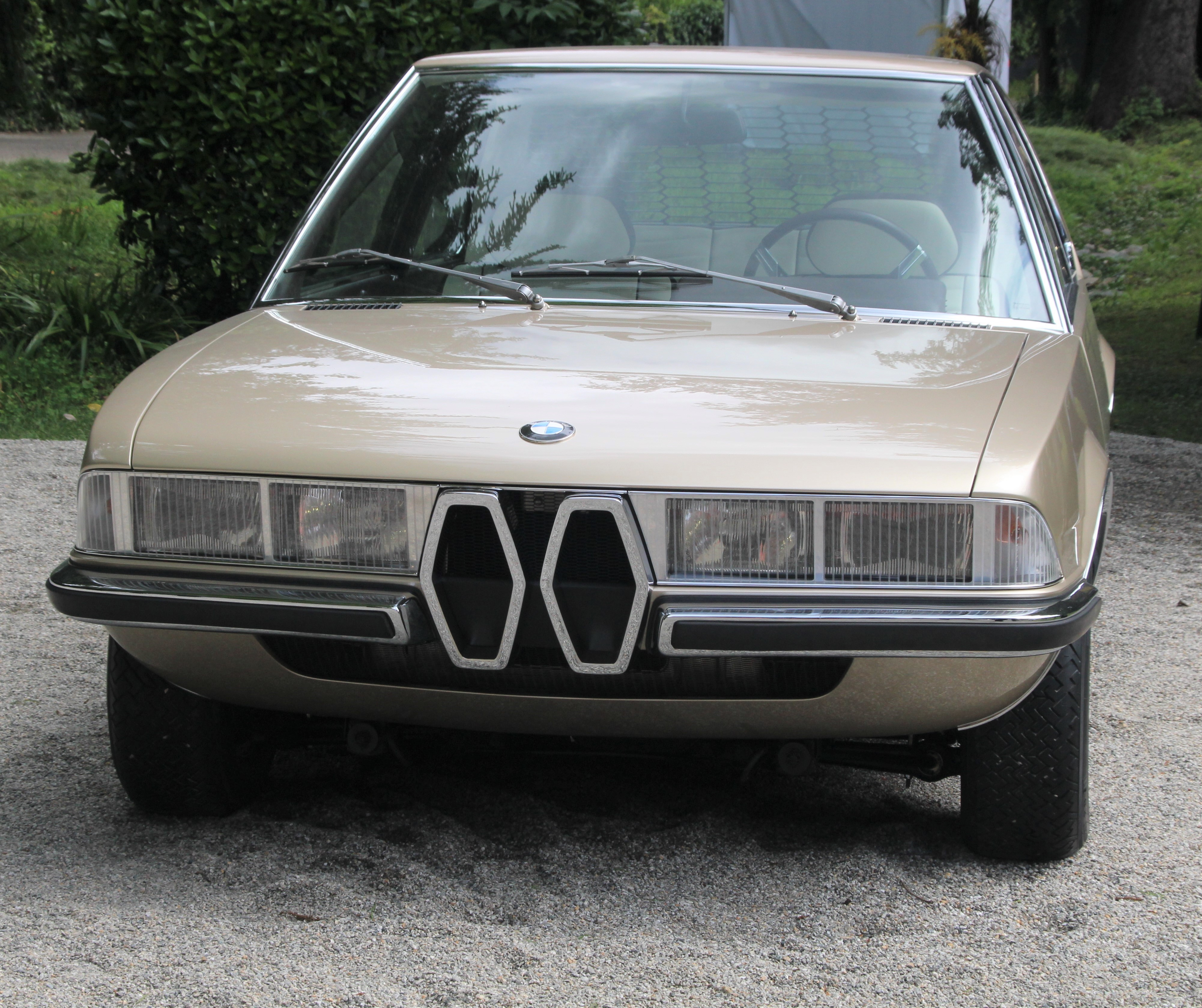
Garmisch, концепт для BMW 1970
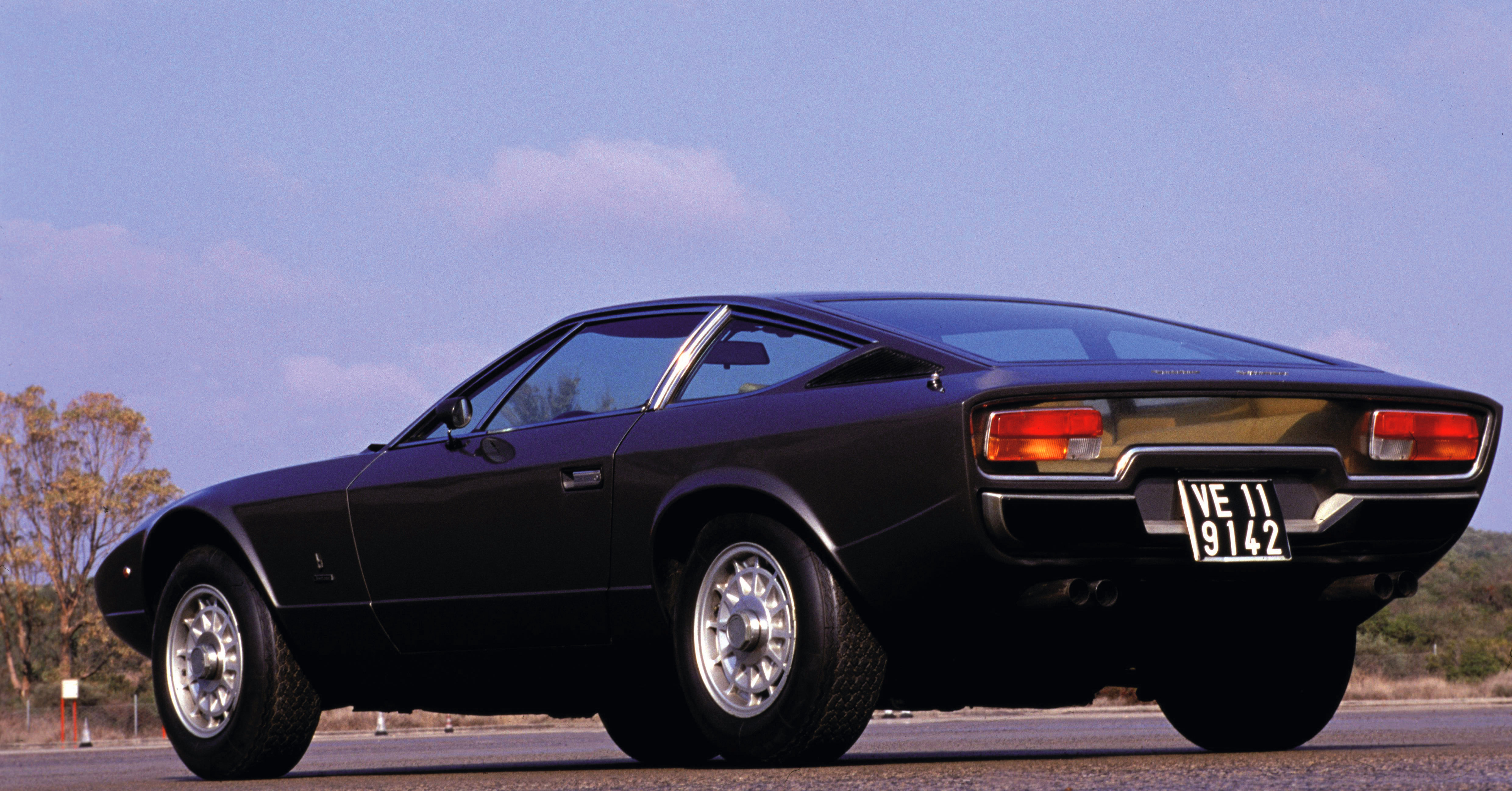
Maserati Khamsin
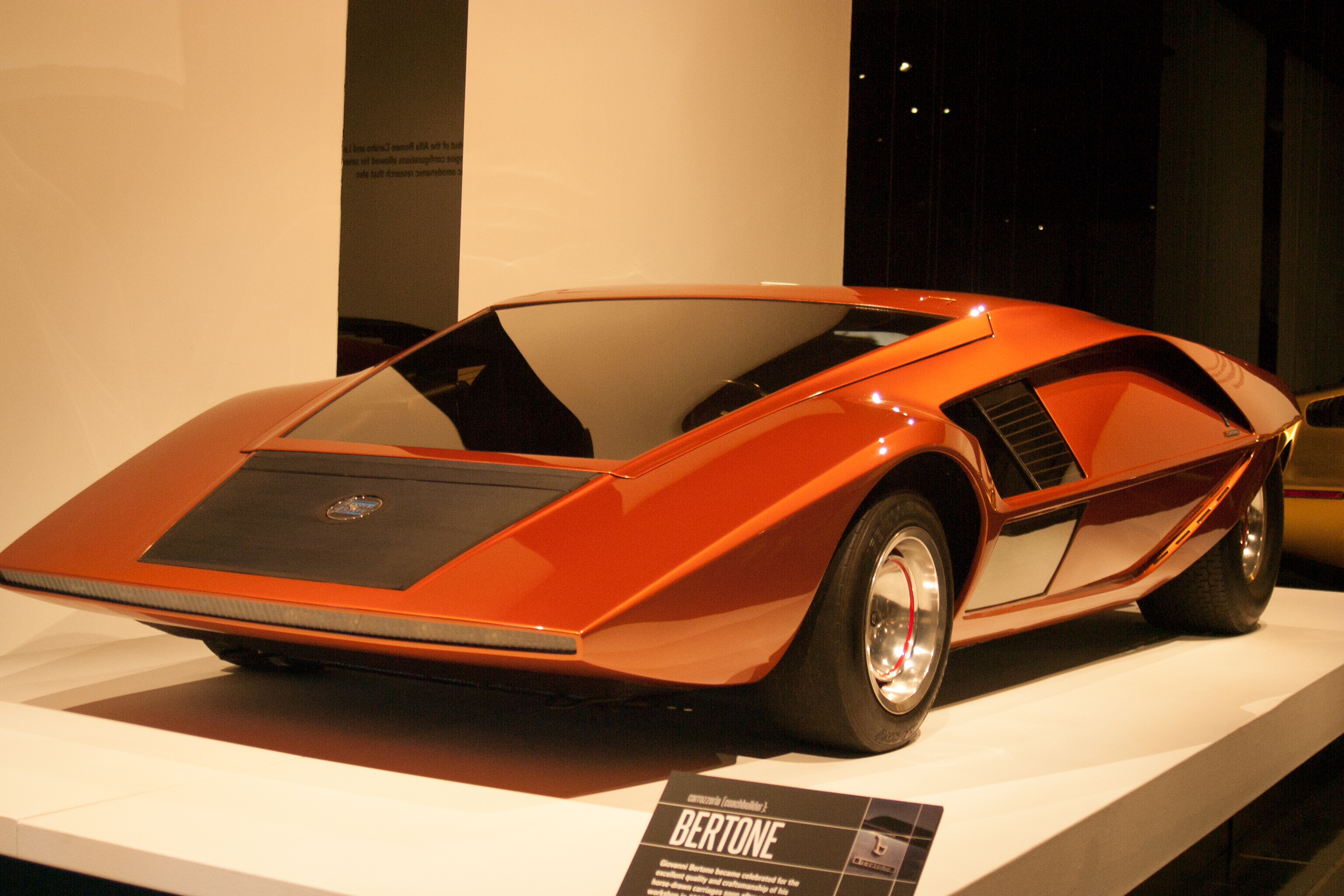
Lancia Stratos Zero
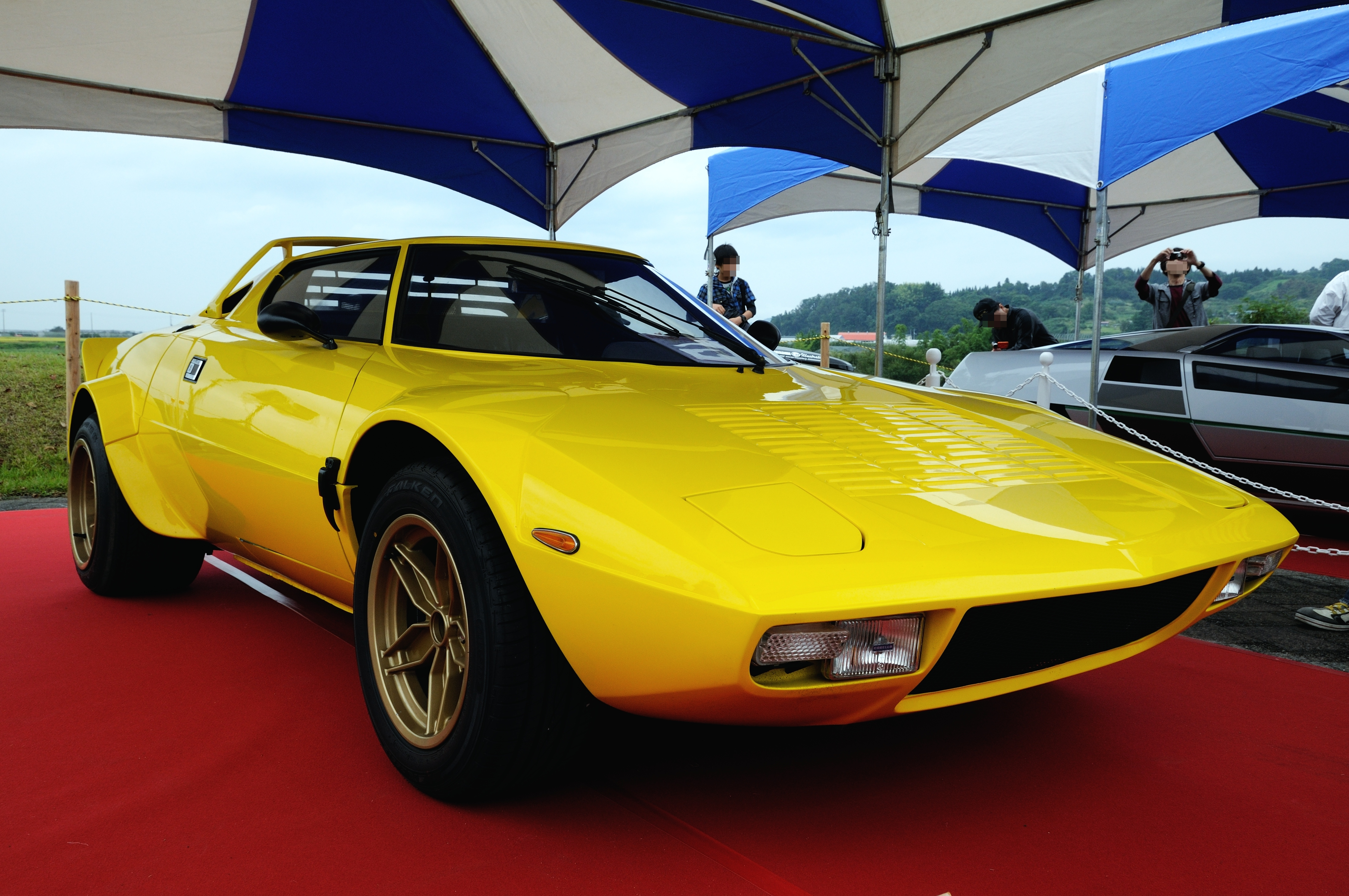
Lancia Stratos
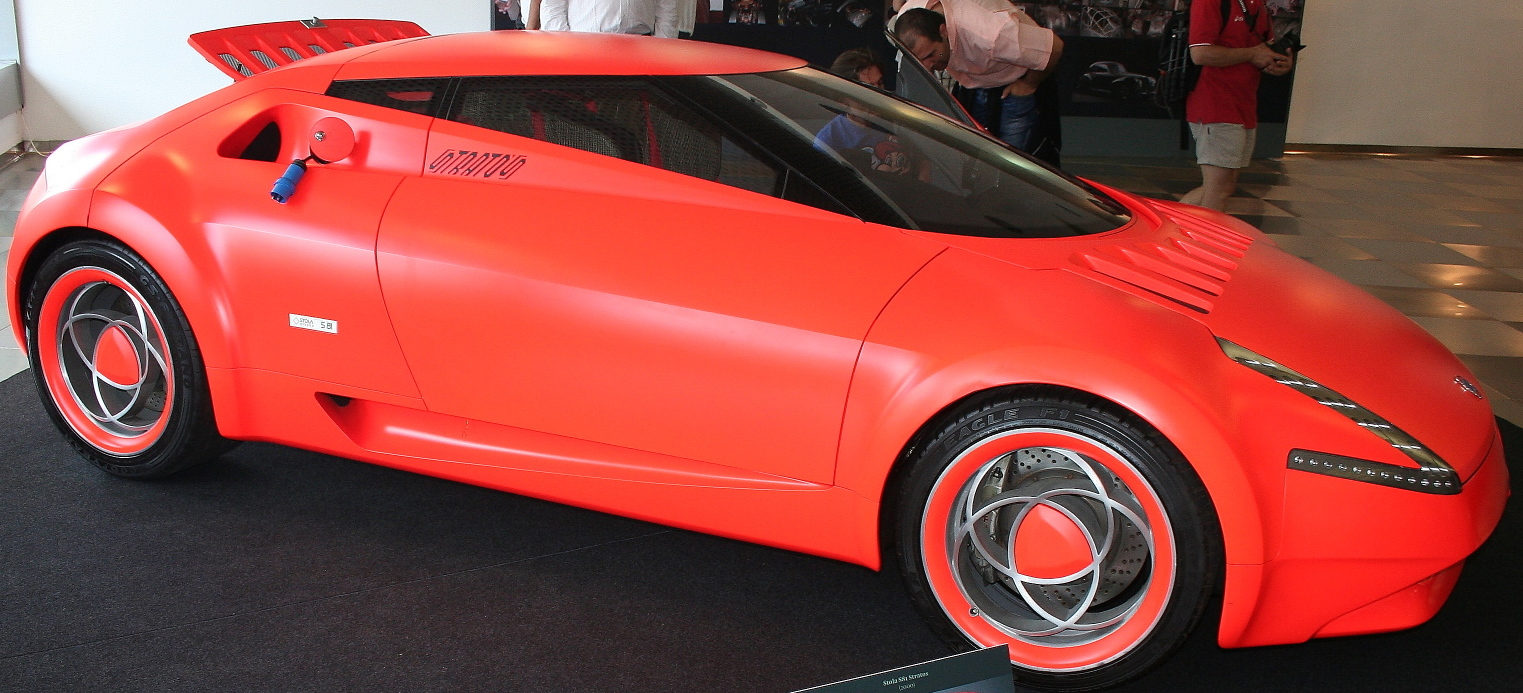
Stola S81 Stratos
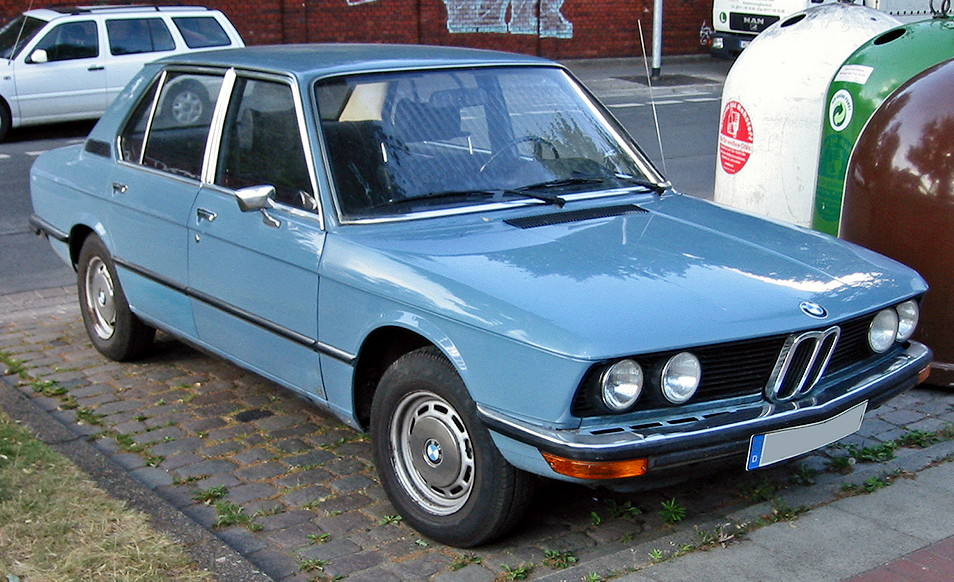
BMW 5-серії (E12)
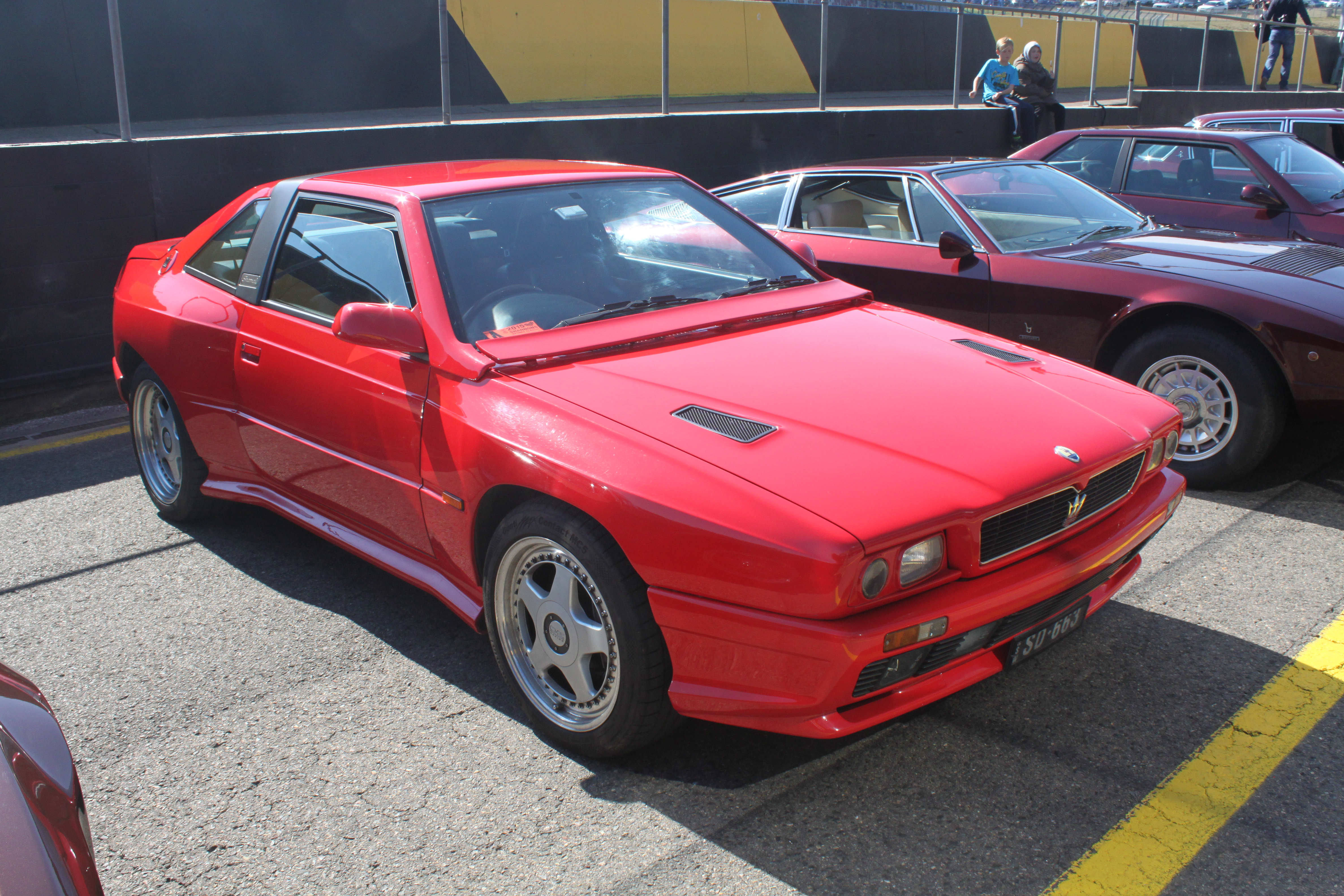
Maserati Shamal
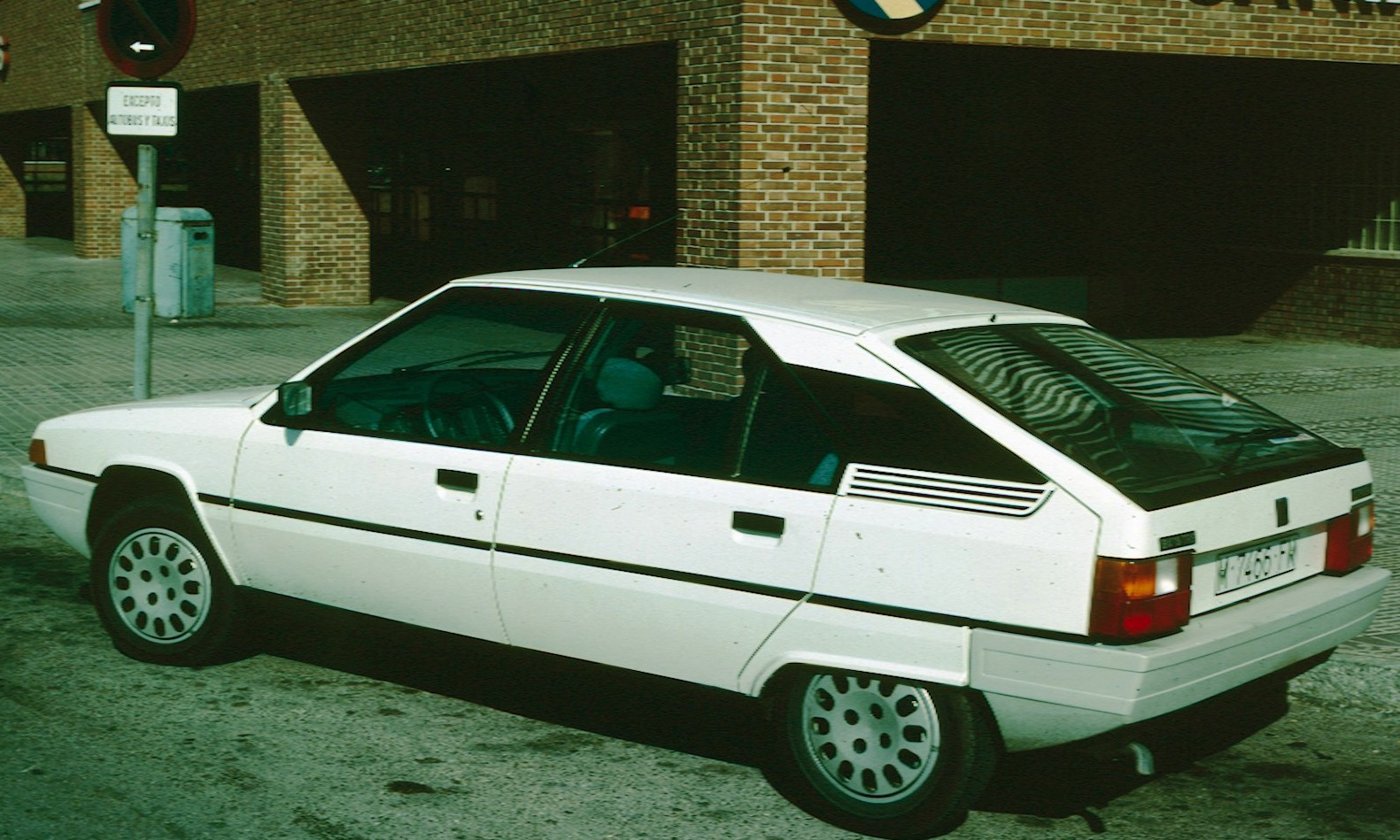
Citroën BX хетчбек став найуспішнішою моделлю від Citroen models
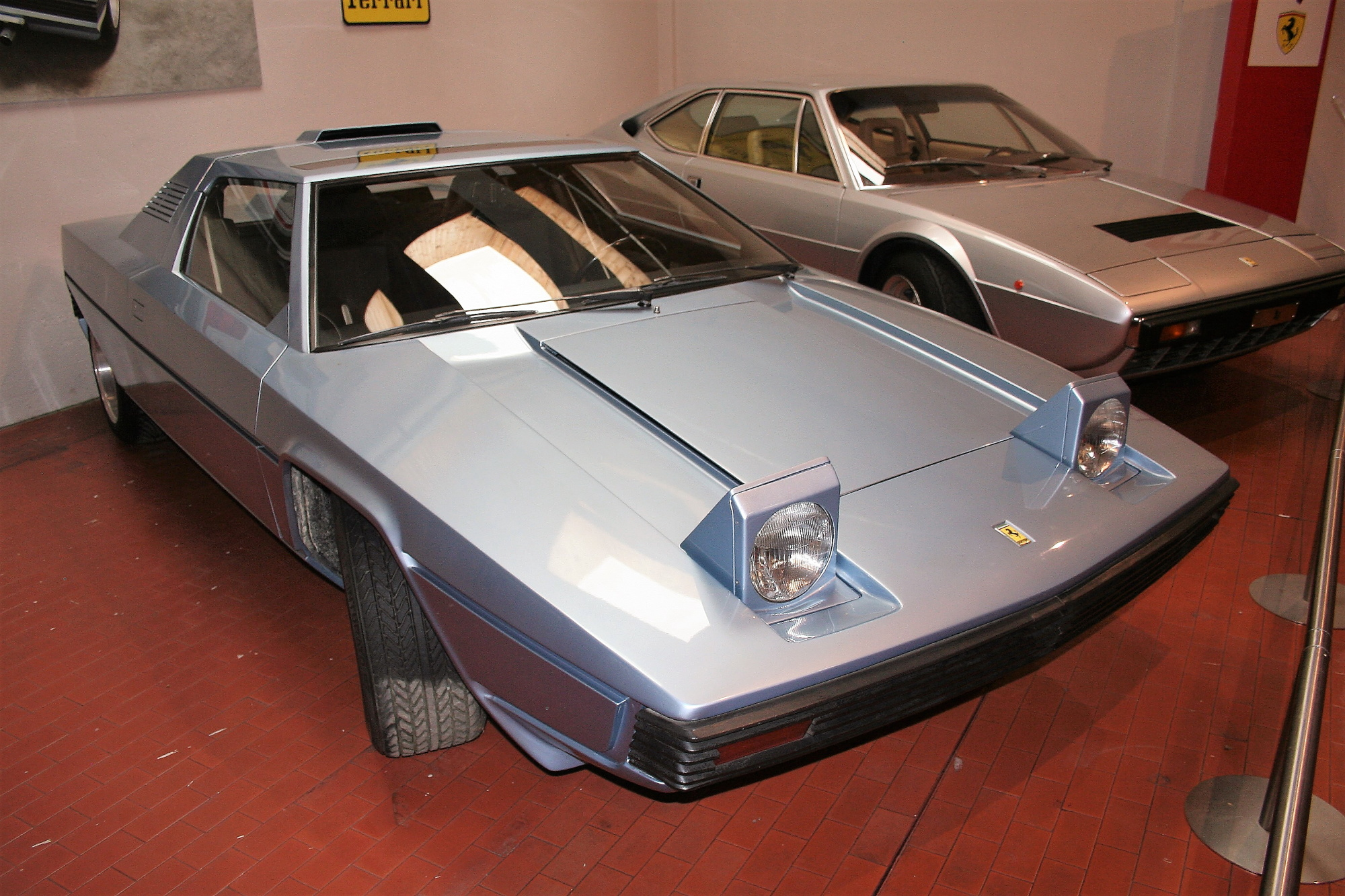
1976 Ferrari Rainbow ліворуч та Ferrari GT4 праворуч
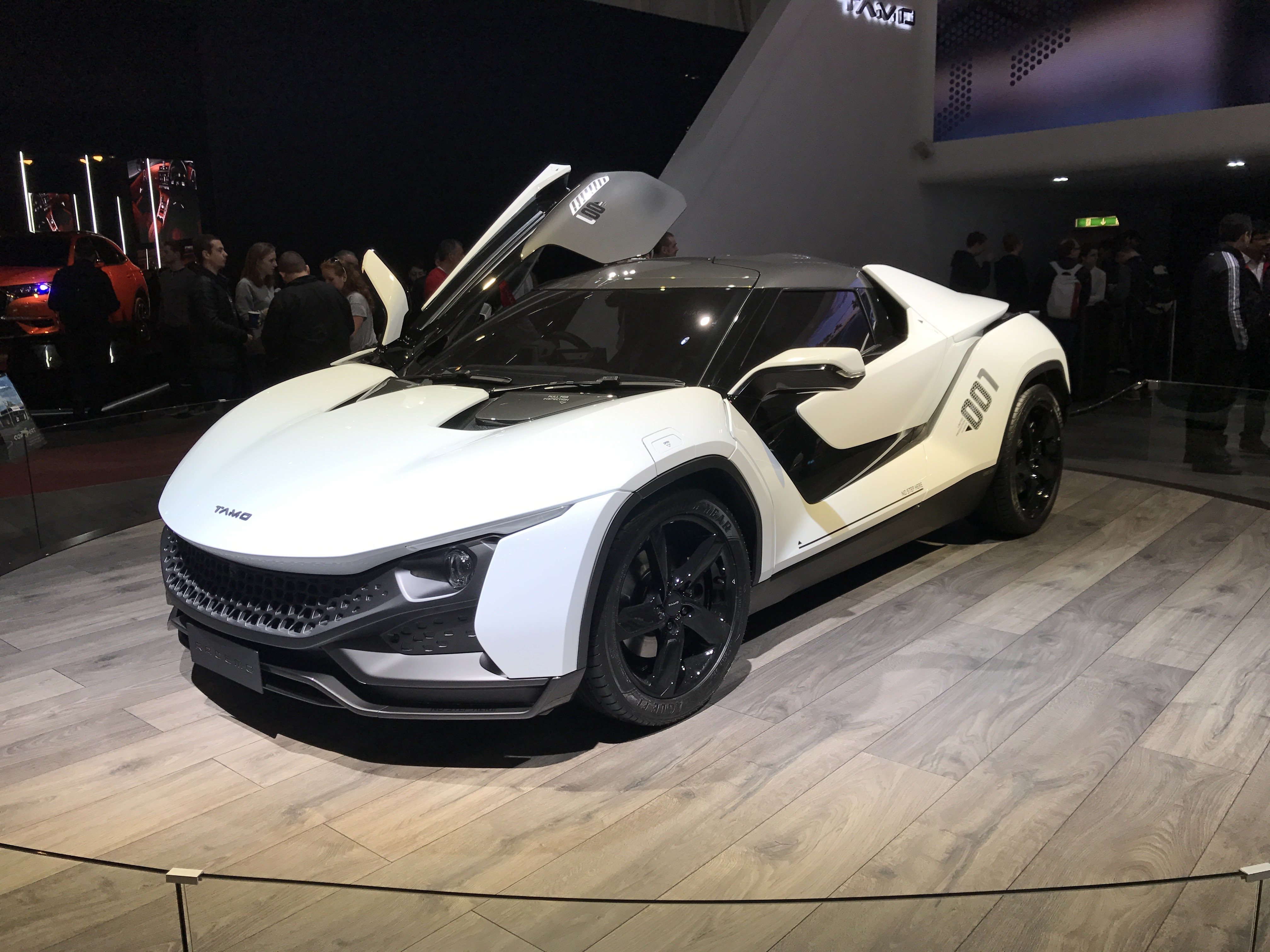
TaMo Racemo by Tata Motors